# RAF-2203
O RAF-2203 Latvija (apelido Rafik) foi uma van projetada e desenvolvida pela Rīgas Autobusu Fabrika de 1976 a 1997. Elas foram amplamente utilizadas em toda a URSS como táxis (marshrutkas), ambulâncias, usados para comércio e como veículos de serviços especiais. Foi a sucessora da RAF-977.
Esta van utilizava o motor de 2.445 cc do GAZ-24, entre os bancos dianteiros, tornando sua construção semelhante a outras vans concorrentes como a Dodge A100 e a Volkswagen LT, com suspensão dianteira independente também do GAZ-24 (mas molas do GAZ-13). Ela emprestou faróis e peças do sistema de freio do Moskvitch 412, maçanetas externas do Moskvitch 408 e rodas de 38 cm do GAZ-21 Volga. A única porta traseira era articulada na parte superior, em vez da abertura lateral mais usual. Havia dois modelos principais: um, o 2203, com dez lugares mais motorista e carona, movido por um motor de 2.445 cc de 95 cv com compressão de 8,2:1; o outro, o 22032, um "táxi de rota fixa" de doze lugares, tinha assentos longitudinais e compressão inferior de 6,7:1 (para usar gasolina de 76 octanas mais disponível) e produzia apenas 85 cv. (O 2203-02 funcionaria com propano liquefeito). Uma ambulância, a 22031, logo foi adicionada à gama e representou um terço de todos os 2203 construídos; havia também um 22035 para clínicas de doadores de sangue. A estes juntou-se o 22034, para os bombeiros.

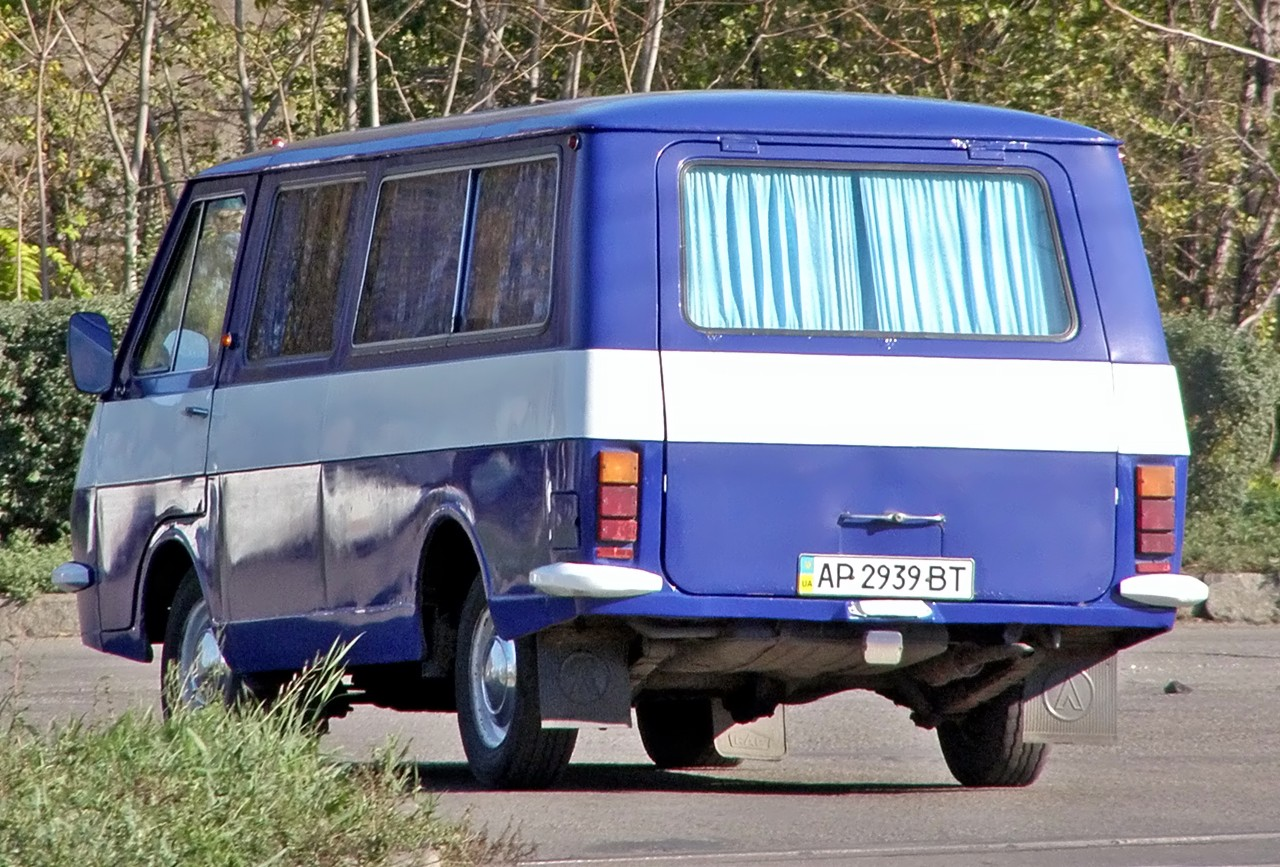
Traseira da RAF-2203

Além das incomuns 22.033 e 22.036 para milícias estatais, havia protótipos de veículos elétricos.
Embora a 2203 parecesse boa, era suscetível à ferrugem, especialmente nos trilhos da estrutura, e era desagradável de dirigir com mau clima. O controle de qualidade da montagem também foi ruim. Vazamentos de óleo e falhas nos rolamentos do eixo eram frequentes. Ela também sofria superaquecimento, sérios problemas de vibração, falhas nas peças da suspensão dianteira levando a um manuseio inadequado e alto consumo de combustível. Acima de tudo, o acesso à cabine era difícil, apesar da posição de controle dianteiro.
Após a falência da RAF, a produção foi retomada pela GAZ, que rapidamente a substituiu pela GAZelle.

## Variantes

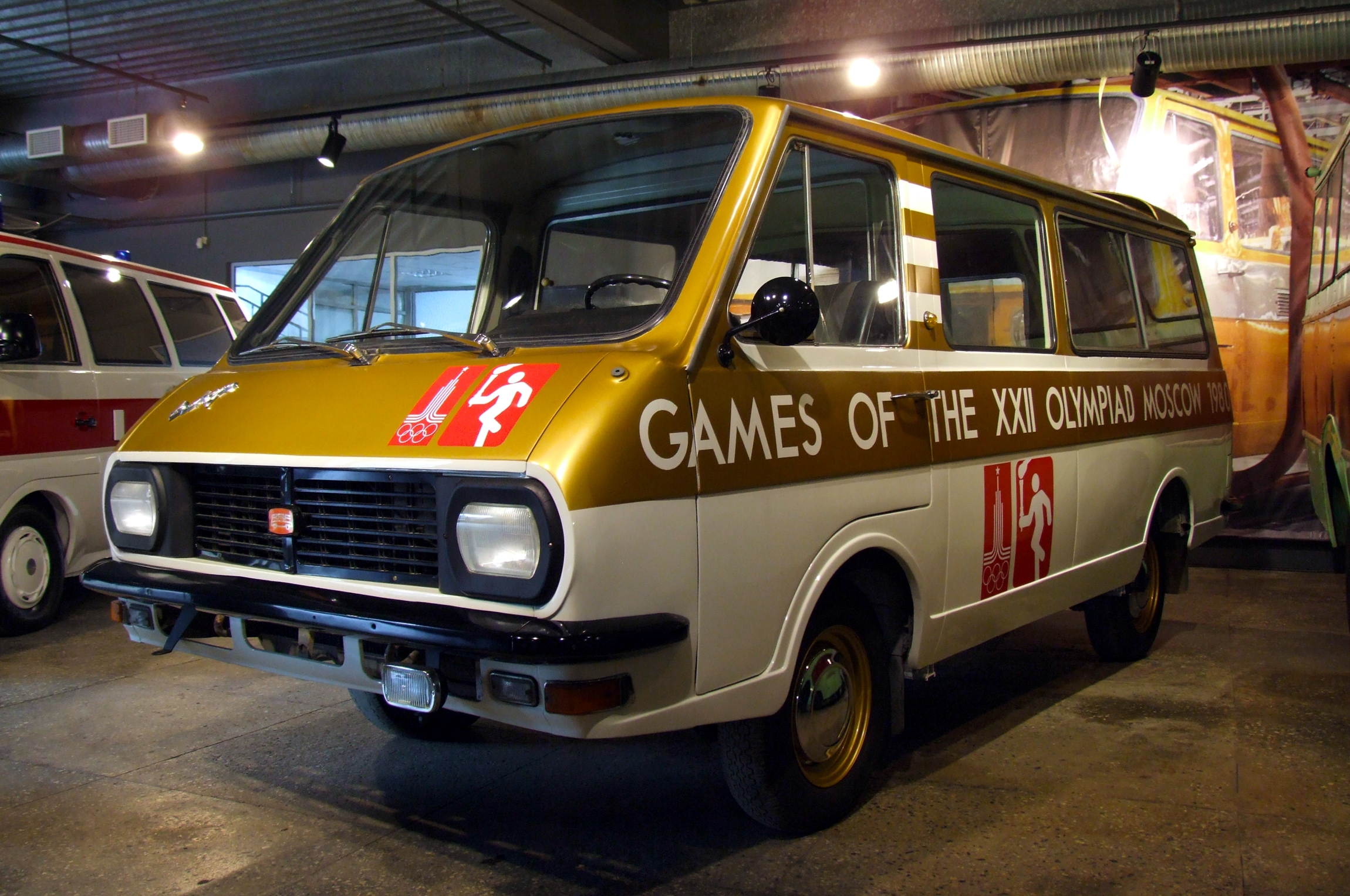
An RAF-2907 adopted for use at the 1980 Summer Olympics.

- RAF-2203 Latvija – van 4x2 4 portas, 1976
- RAF-2203 Latvija [entrega] – furgão de entrega 4x2 4 portas
- RAF-2203 Latvija [cardiologia] – ambulância cardiológica 4x2 4 portas
- RAF-2203 Latvija [incêndio] – minivan de incêndio 4x2 4 portas
- RAF-2203 Latvija GAI – van policial 4x2 4 portas
- RAF-2203 Latvija [correio] – van de correios 4x2 4 portas
- RAF-2203 Latvija [táxi] – van táxi 4x2 4 portas
- RAF-2203 Latvija VAI – van policial militar 4x2 4 portas
- RAF-22031 Latvija – ambulância 4x2 4 portas
- RAF-2907 – carro especial baseado na RAF-2203

## Galeria

RAF-2203
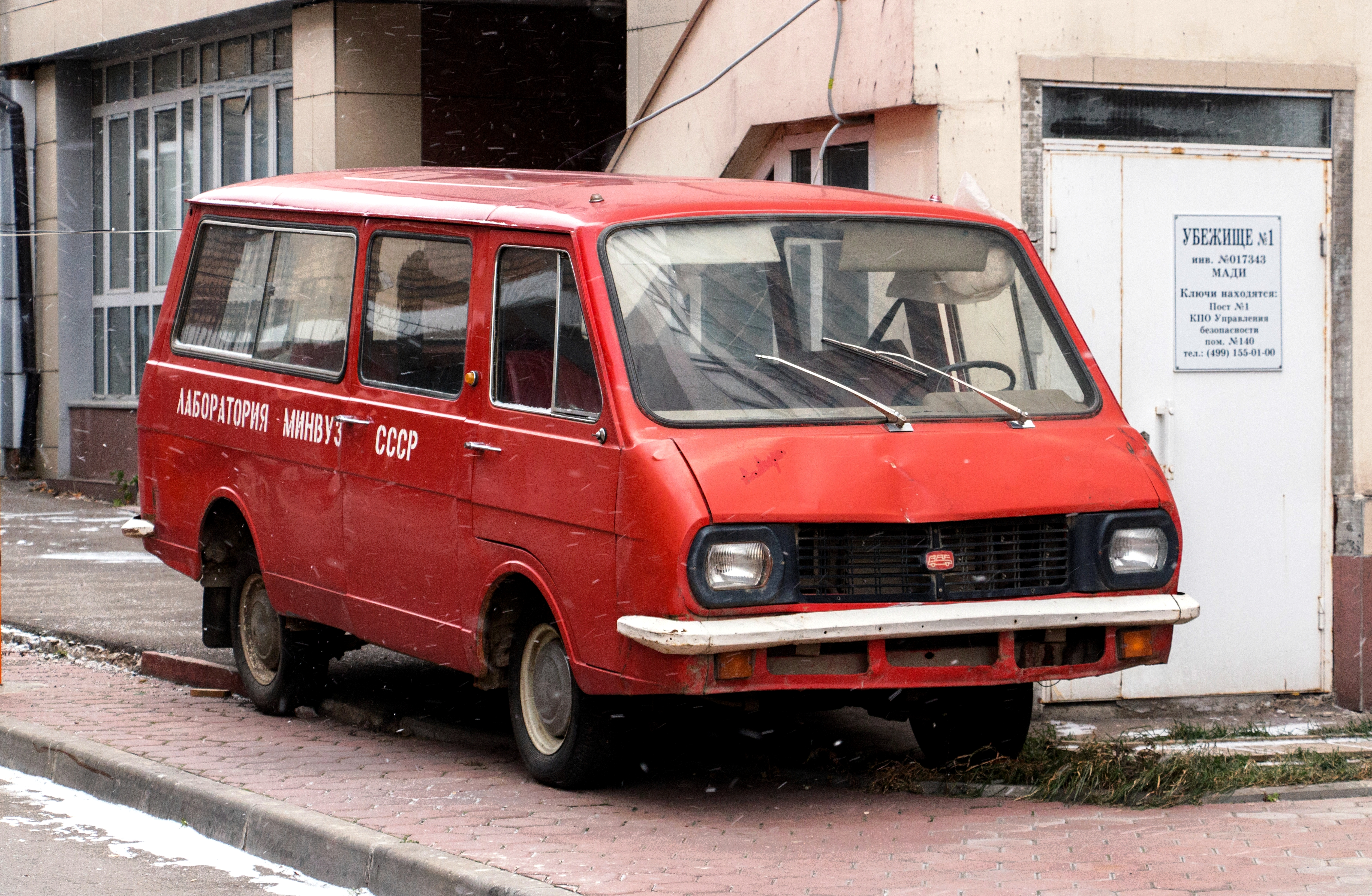
RAF-2203
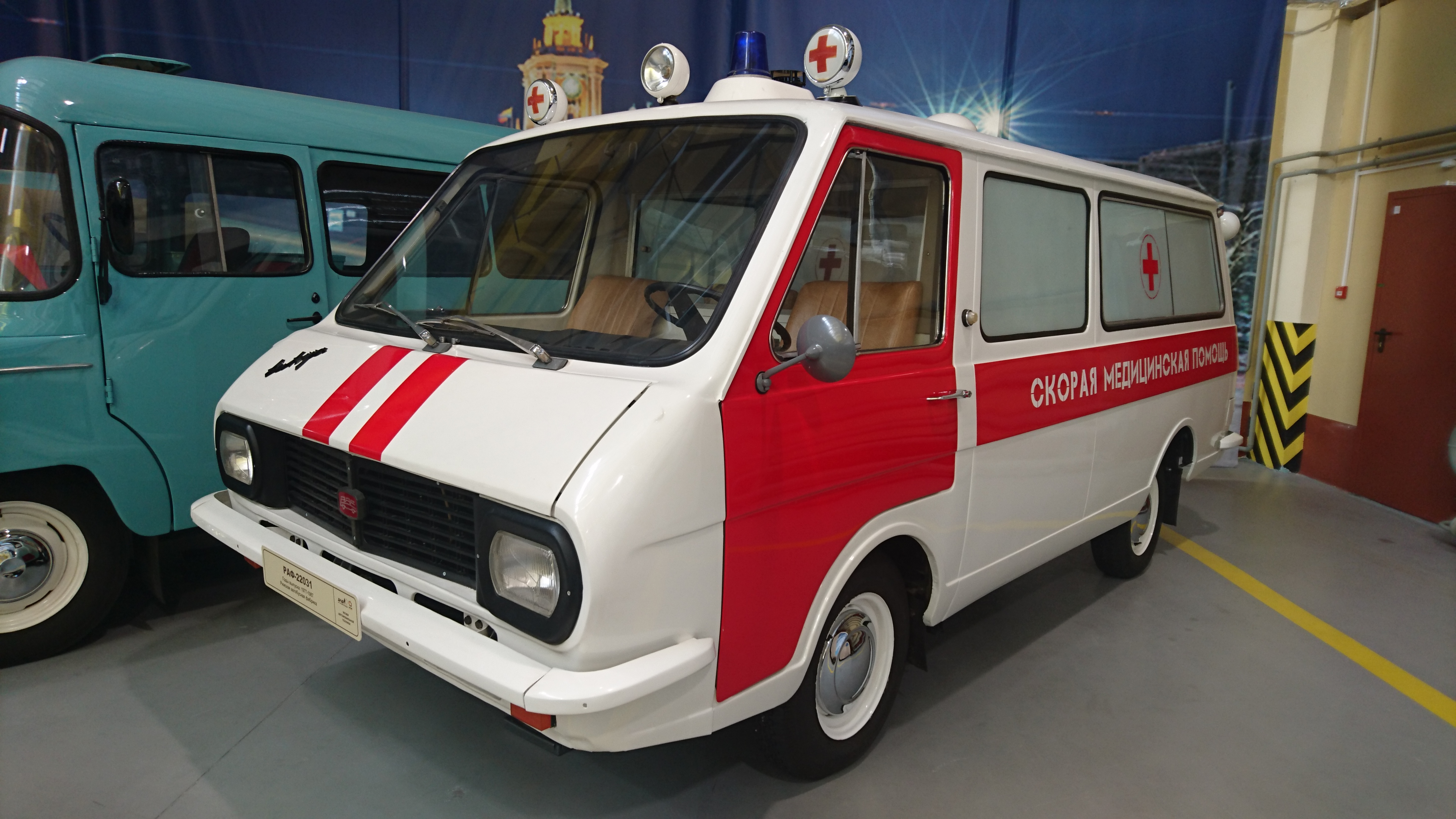
RAF-22031
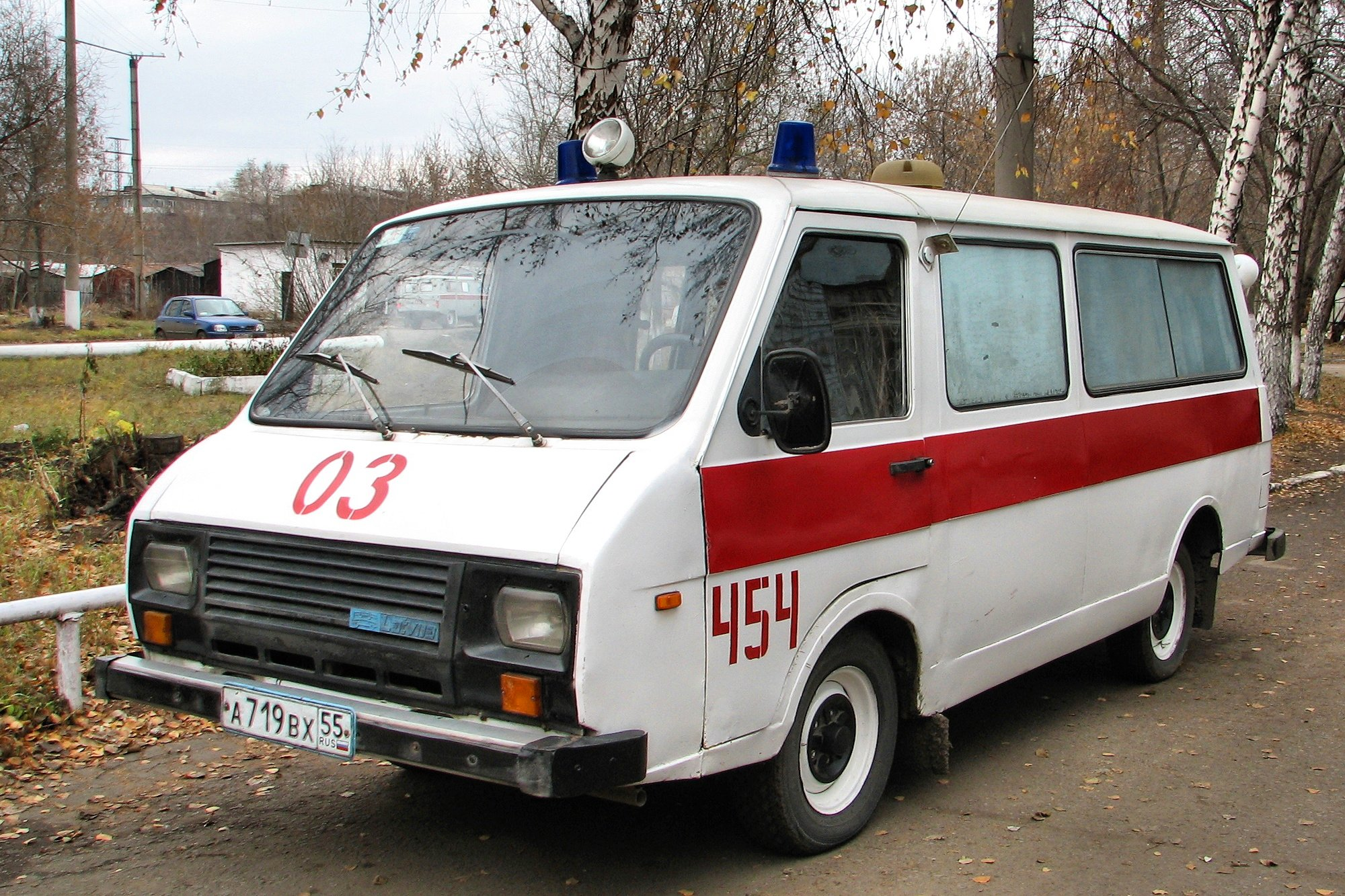
RAF-2915-02
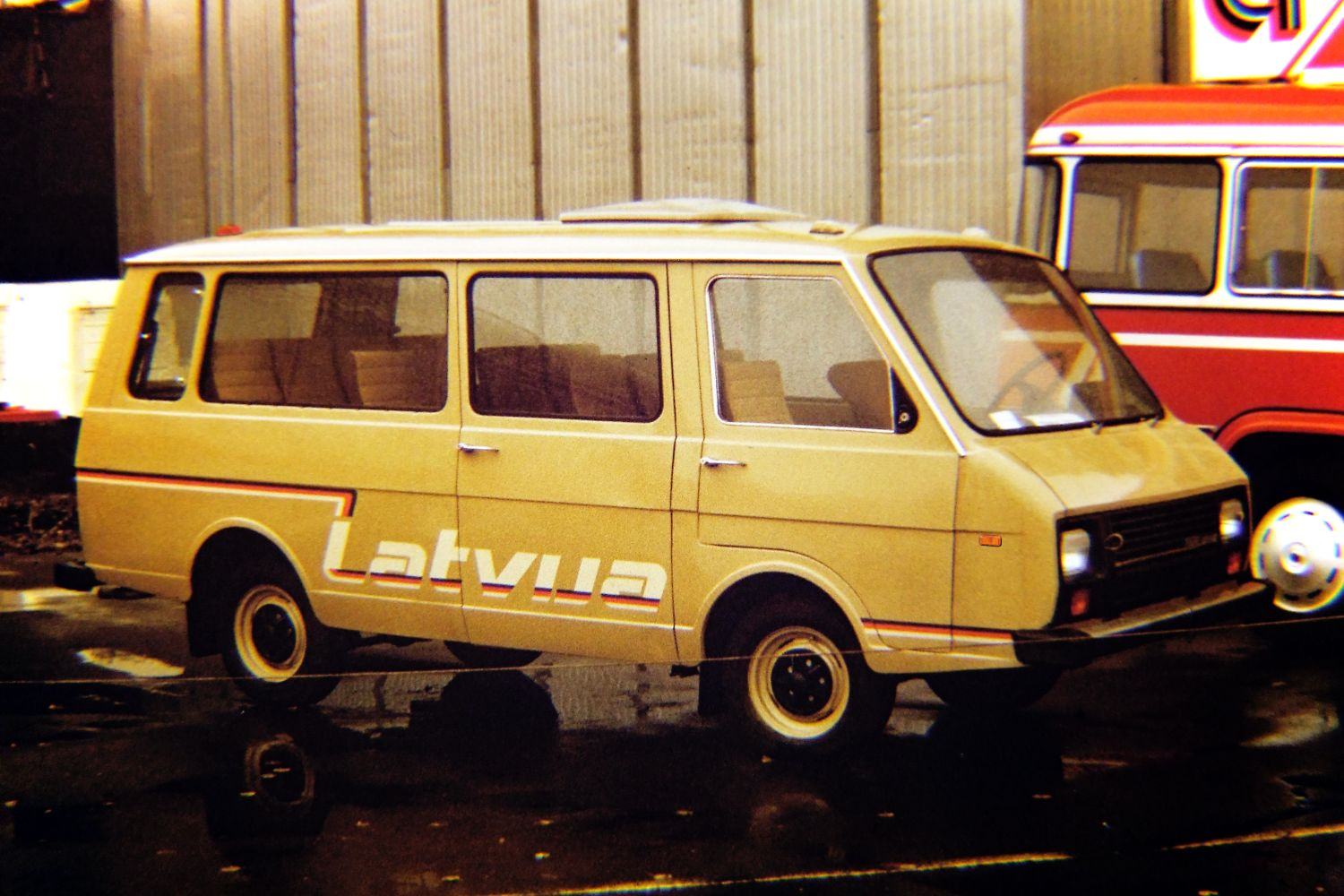
RAF-22038
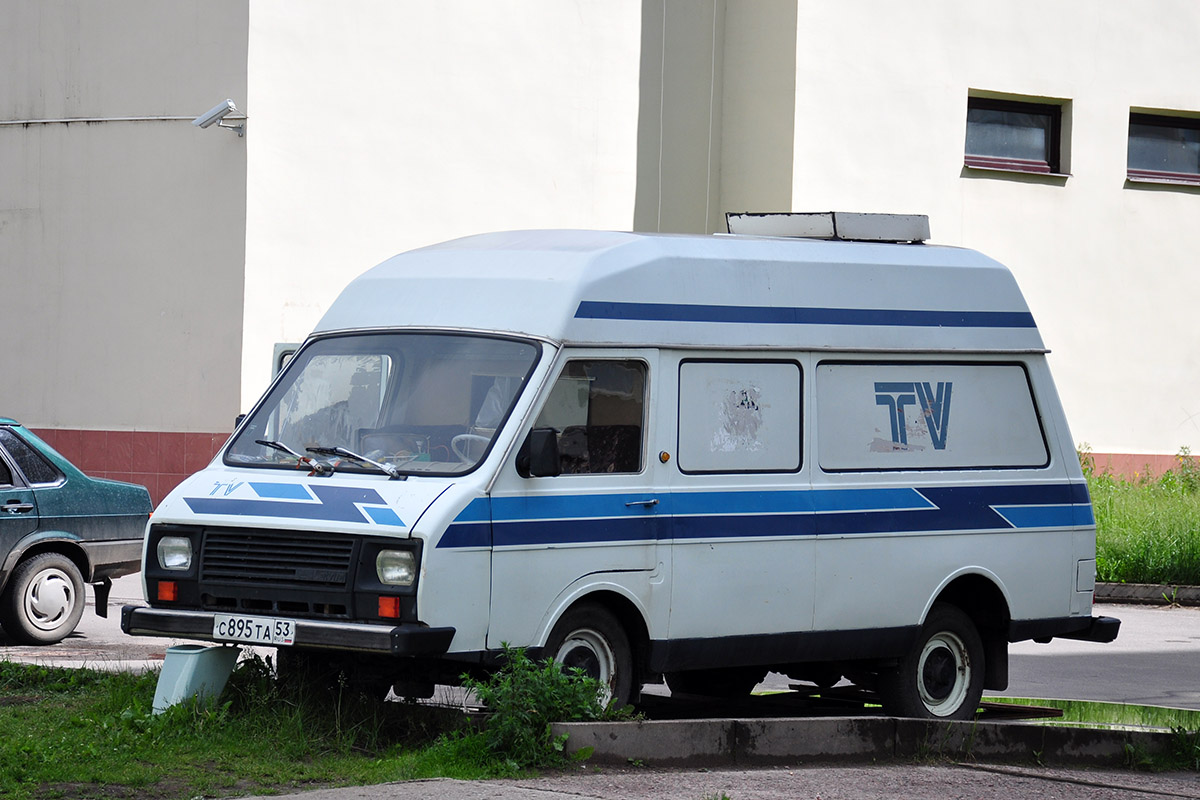
РАФ-22038-021
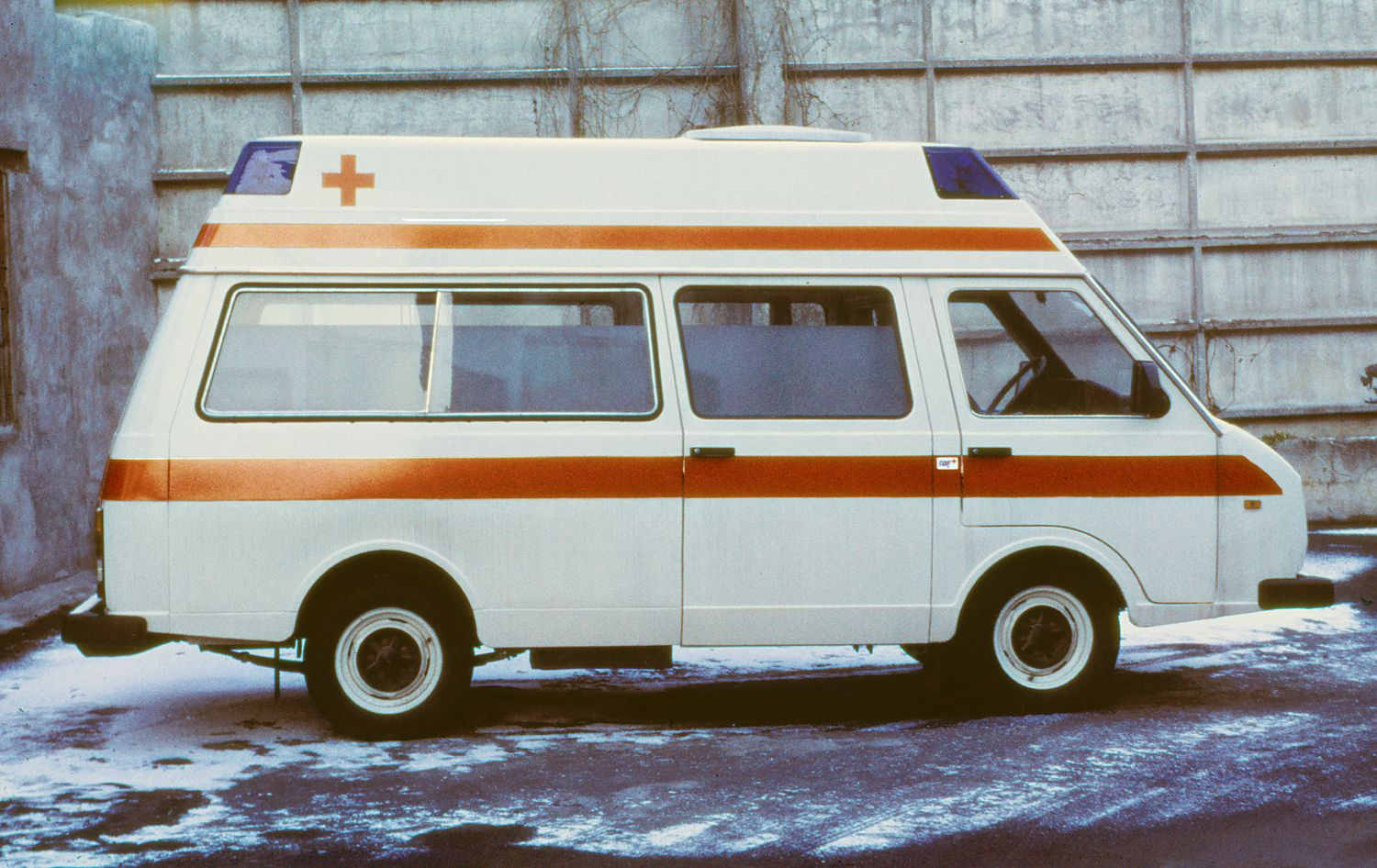
RAF-2914
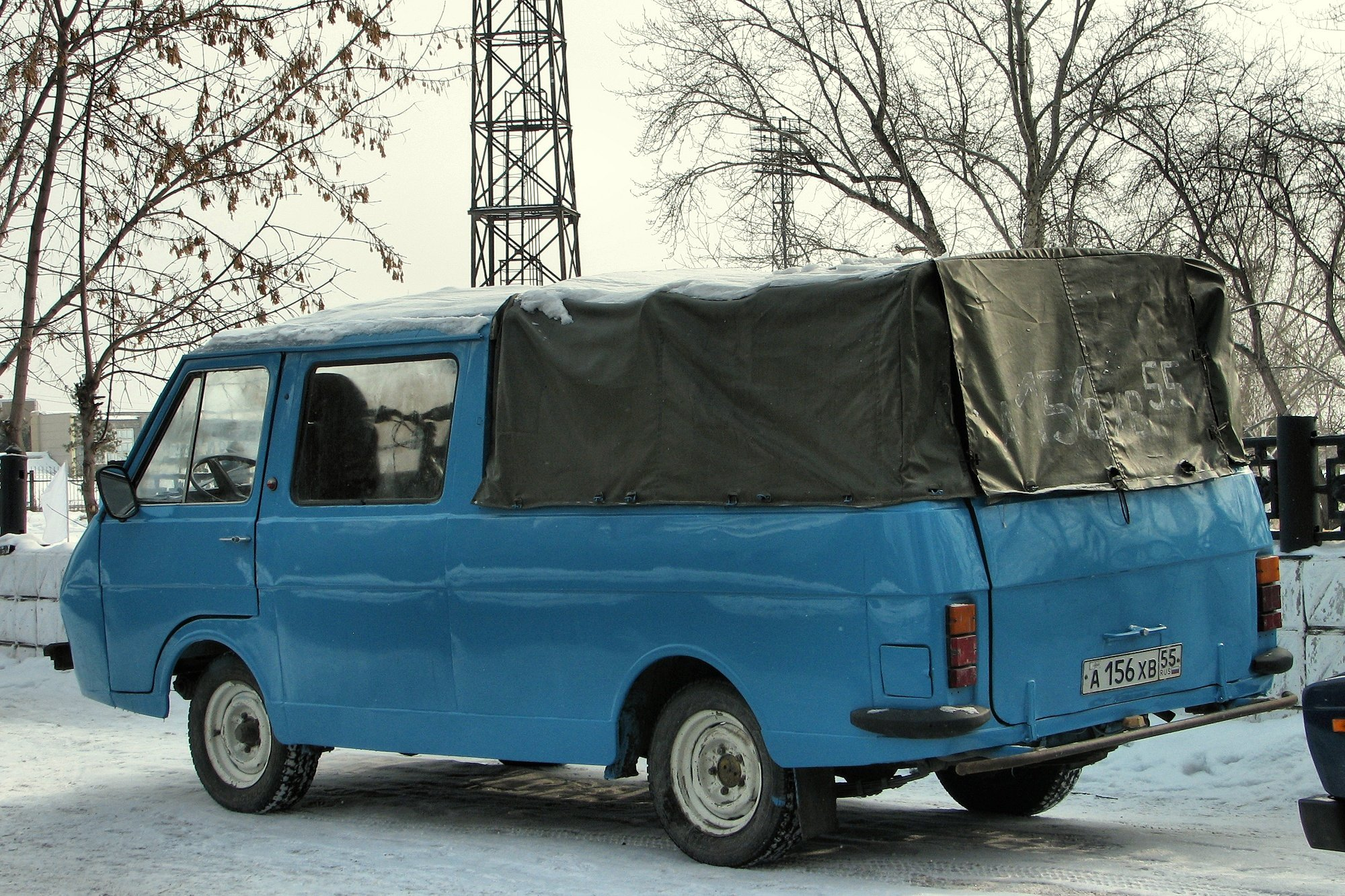
RAF-2909
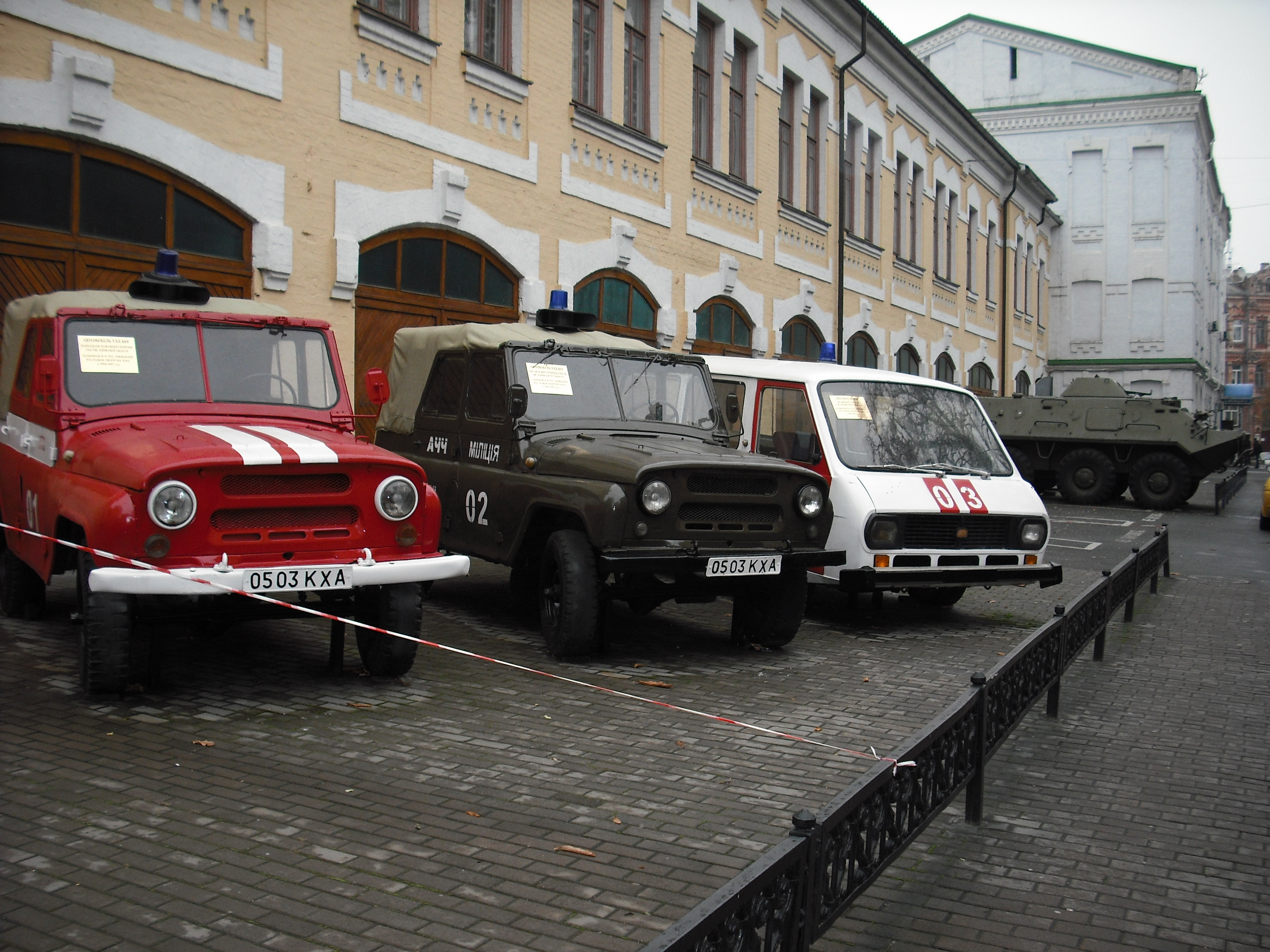
RAF-2203 (à extrema direita) que foi usada durante o procedimento de liquidação do acidente nuclear de Chernobil
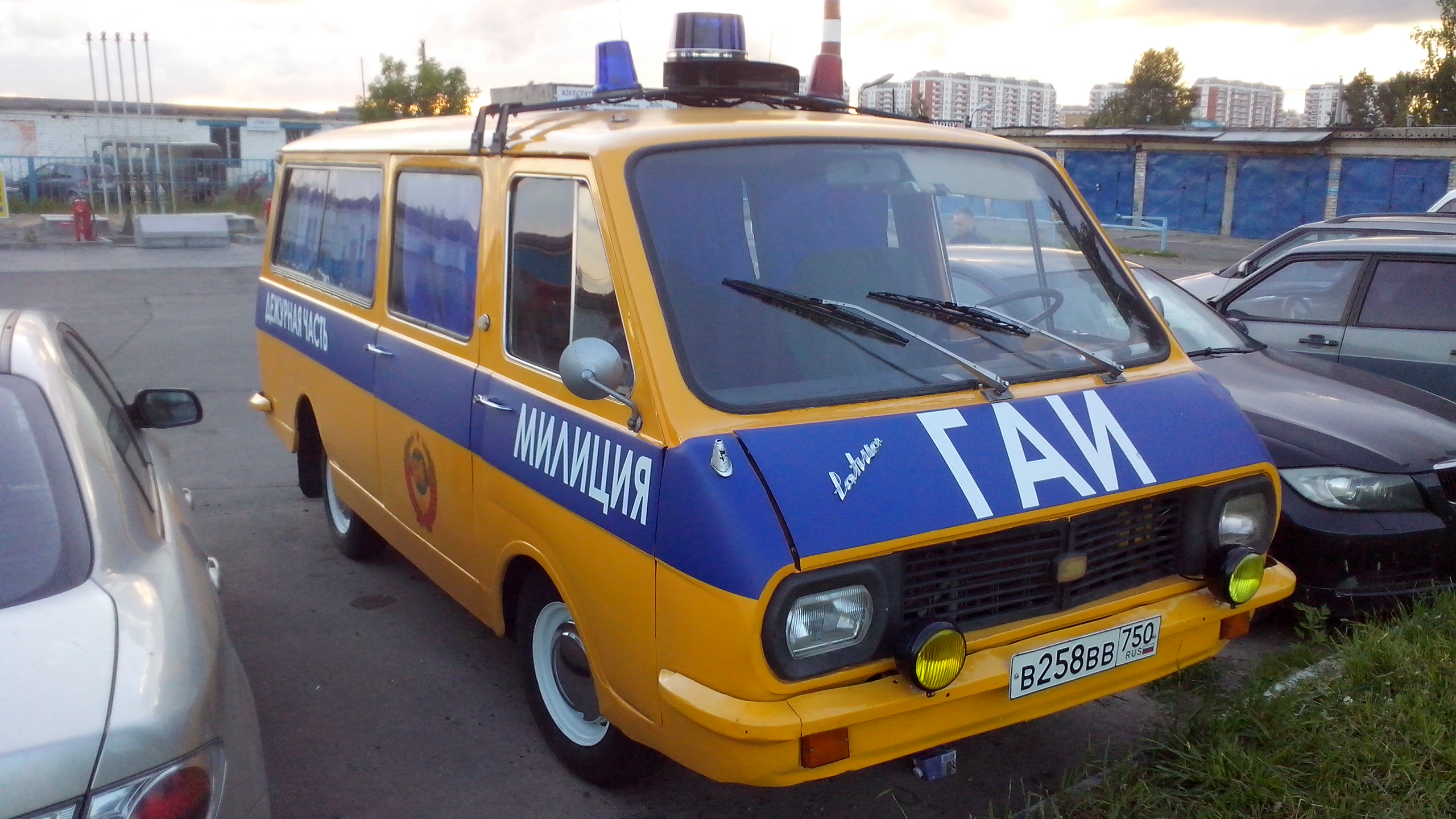
RAF-2203
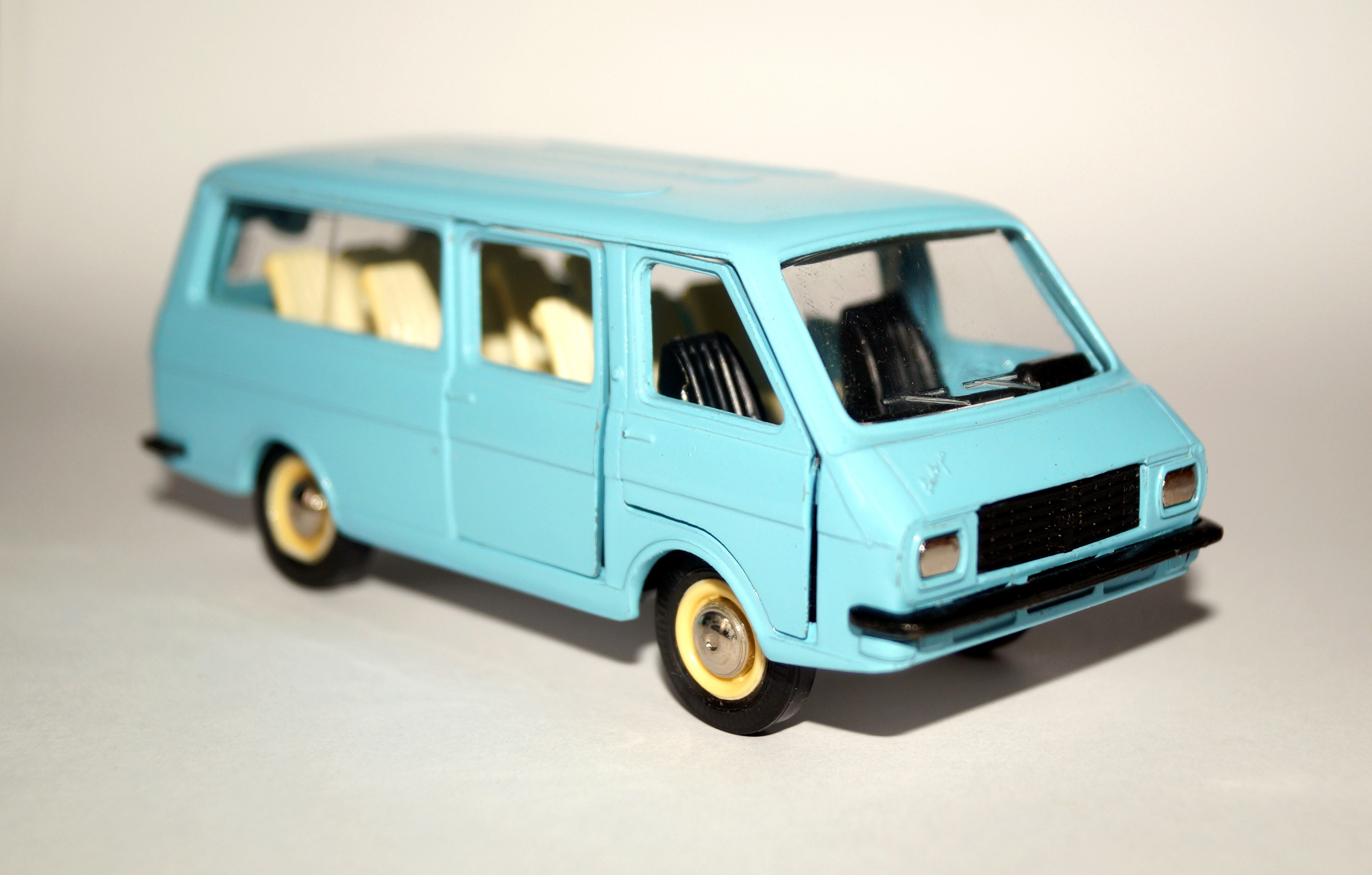
RAF-2203 1:43 die-cast